# Papuaastrild
Papuaastrild (Oreostruthus fuliginosus) är en fågel i familjen astrilder inom ordningen tättingar.

## Utseende och läte
Papuaastrilden är en knubbig finkliknande fågel med brunt på huvud, rygg och vingar, medan övergumpen är röd. Hanen har orangegul näbb och rödaktig buk, honan mörk övre näbbhalva och rödaktiga kroppsidor. Ungfågeln har brun buk och en helmörk näbb. Bland lätena hörs en märklig, raspig och gnisslig sång samt ett nasalt "wek".

## Utbredning och systematik
Papuaastrilden placeras som enda art i släktet Oreostruthus. Den behandlas antingen som monotypisk eller delas in i tre underarter med följande utbredning:
- O. f. pallidus - förekommer i Sudirmanbergen på västra Nya Guinea
- O. f. hagenensis – förekommer på Nya Guineas centrala högland
- O. f. fuliginosus – förekommer i Owen Stanleybergen på sydöstra Nya Guinea

## Levnadssätt
Papuaastrilden hittas i skogsbryn i bergsskogar och buskmarker intill subalpina gräsmarker.

## Status och hot
Arten har ett stort utbredningsområde, men tros minska i antal, dock inte tillräckligt kraftigt för att den ska betraktas som hotad. Internationella naturvårdsunionen IUCN listar arten som livskraftig (LC).